# Meta (genere)
Meta C. L. Koch, 1836 è un genere di ragni appartenente alla famiglia Tetragnathidae.

## Distribuzione
Le 34 specie note di questo genere sono diffuse in varie località della regione olartica, in Africa, Indonesia e Australia; sono assenti nell'America meridionale

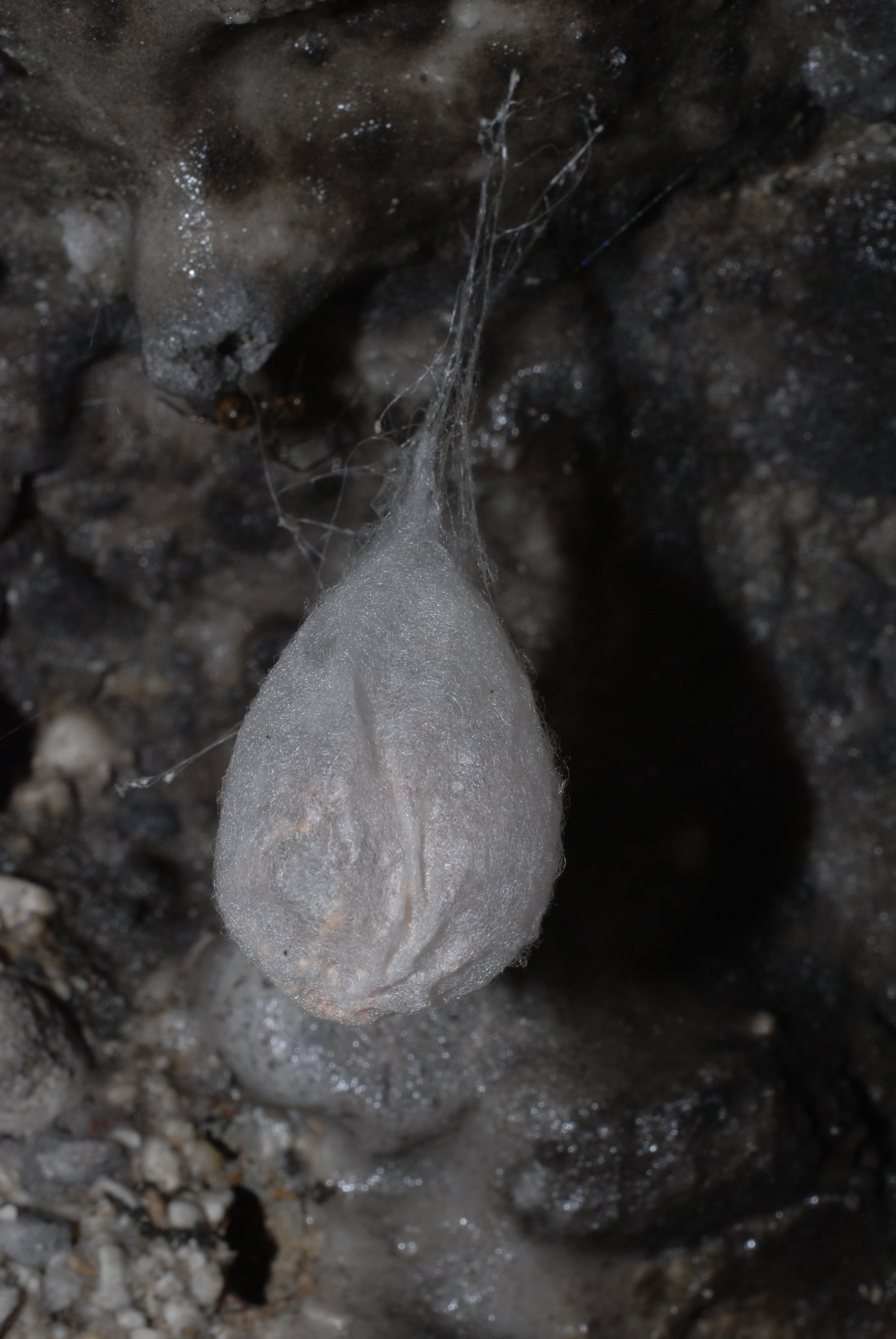
Meta menardi, sacco ovigero

## Tassonomia
Considerata un sinonimo anteriore di Auchicybaeus Gertsch, 1933 a seguito di un lavoro di Lehtinen del 1967.
La sinonimia con Metellina Chamberlin & Ivie, 1941, espressa in un lavoro di Wunderlich (1987a) non è stata finora recepita da altri aracnologi, per cui in questa sede non se ne tiene conto.
Non è un sinonimo anteriore di Metabus O. P.-Cambridge, 1899, a seguito di uno studio di Archer (1951a).
Non sono stati esaminati esemplari di questo genere dal 2011.
Attualmente, a dicembre 2013, si compone di 34 specie:
1. Meta abdomenalis Patel & Reddy, 1993 — India
2. Meta barreti Kulczyński, 1899 — Madeira
3. Meta baywanga Barrion & Litsinger, 1995 — Filippine
4. Meta birmanica Thorell, 1898 — Myanmar
5. Meta bourneti Simon, 1922 — dall'Europa alla Georgia, Africa settentrionale
6. Meta dolloff Levi, 1980 — USA
7. Meta gertschi Lessert, 1938 — Congo
8. Meta japonica Tanikawa, 1993 — Giappone
9. Meta longipalpis Pavesi, 1883 — Etiopia
10. Meta maculata (Blackwall, 1865) — Isole Capo Verde
11. Meta manchurica Marusik & Koponen, 1992 — Russia, Corea
12. Meta menardi (Latreille, 1804)[2] — dall'Europa alla Corea
13. Meta merianopsis Tullgren, 1910 — Africa orientale
14. Meta meruensis Tullgren, 1910 — Africa orientale
15. Meta minima Denis, 1953 — Isole Canarie
16. Meta mixta O. P.-Cambridge, 1885 — Yarkand (Cina)
17. Meta monogrammata Butler, 1876 — Queensland
18. Meta montana Hogg, 1919 — Sumatra
19. Meta nebulosa Schenkel, 1936 — Cina
20. Meta nigridorsalis Tanikawa, 1994 — Cina, Giappone
21. Meta obscura Kulczynski, 1899 — Isole Canarie, Madeira
22. Meta ovalis (Gertsch, 1933) — USA, Canada
23. Meta qianshanensis Zhu & Zhu, 1983 — Cina
24. Meta reticuloides Yaginuma, 1958 — Corea, Giappone
25. Meta rufolineata (Urquhart, 1889) — Nuova Zelanda
26. Meta serrana Franganillo, 1930 — Cuba
27. Meta shenae Zhu, Song & Zhang, 2003 — Cina
28. Meta simlaensis Tikader, 1982 — India
29. Meta stridulans Wunderlich, 1987 — Madeira
30. Meta tiniktirika Barrion & Litsinger, 1995 — Filippine
31. Meta trivittata Keyserling, 1887 — Nuovo Galles del Sud, Victoria
32. Meta turbatrix Keyserling, 1887 — Nuovo Galles del Sud
33. Meta vacillans Butler, 1876 — Rodriguez (Mauritius)
34. Meta villiersi Denis, 1955 — Guinea